# アンカシュ地震
アンカシュ地震（アンカシュじしん）は、1970年5月31日にペルー北部アンカシュ県の高原地帯で発生した地震。現在に至るまで記録上ペルーで最も被害の大きかった地震でもある。

## 概要
地震は1970年、現地時間5月31日15時23分31秒（UTC20時23分31秒）に発生。マグニチュードはリヒタースケールで、7.7を記録した（7.9との記録もある）。死者は約70,000人にのぼった。地震の震源はチンボテの沖約30kmの南太平洋の海底で、この場所はナスカプレートと南太平洋プレートの衝突するライン上に位置している。

## 被害
地震による死者・行方不明者は約70,000人で、500,000人以上が家屋を失った。震源地に近かったアンカシュ州の州都ワラス（Huaraz）では当時の人口の約半分にあたる30,000人以上が死亡し、建物の約90%が倒壊した。

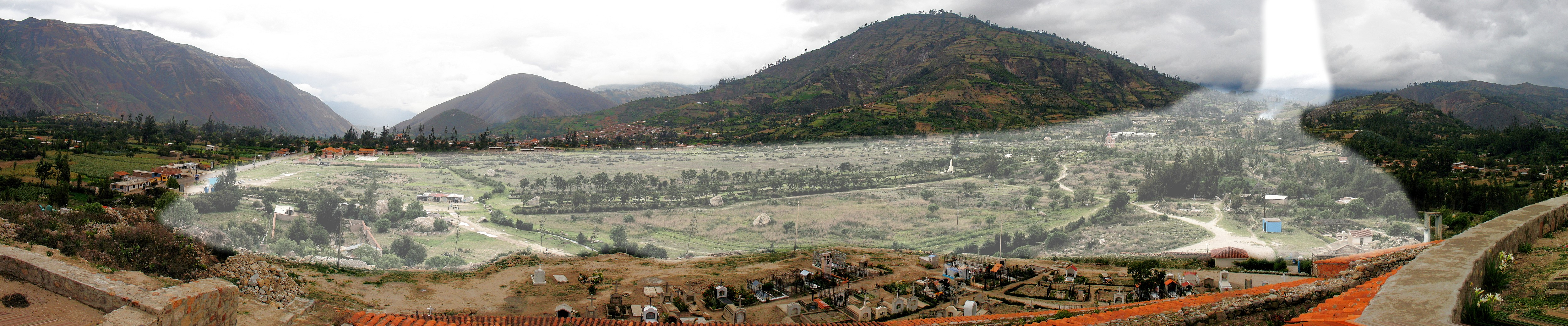
白く囲った部分が地滑りで埋没した旧市街（2008年撮影）画面奥が被災後に復興したユンガイの町

ワラスの北西の約50kmにあり、ペルー最高峰のワスカランの麓の町、ユンガイ（Yungay）ではさらに被害が深刻であった。ワスカランの北峰が氷河とともに大崩落を起こし、約15,000,000m3の土砂と氷塊が3000mの標高差から時速300kmで流れ落ち、ユンガイの集落を襲った。当時のユンガイの人口は約18,000人を擁した上に休日で更に人々が集まっていたが、高台に避難できた約2,000人を除いて圧倒的多数が死亡した。
崩落した氷河は1962年1月10日にも4,000人以上が死亡する地滑り災害を起こしていたが、この地滑りの原因究明のためマサチューセッツ工科大学に依頼されて調査していたデイビッド・バーネイズとチャールズ・ソーヤーは、この地滑りによって岩盤部に巨大な亀裂が発生し更なる災害を起こす可能性があると地元メディアに公表。しかしペルー政府は流言蜚語によって混乱を起こすとして二人に対し法的措置を辞さないと警告し、二人は出国を余儀なくされた。しかしこのことで災害対策すら手控えられることになり、これが甚大なる被害をもたらした。
リマからチンボテの海岸線を通るパンアメリカンハイウェイも深刻なダメージを受け、援助物資輸送に支障をきたした。

## 復興とその後

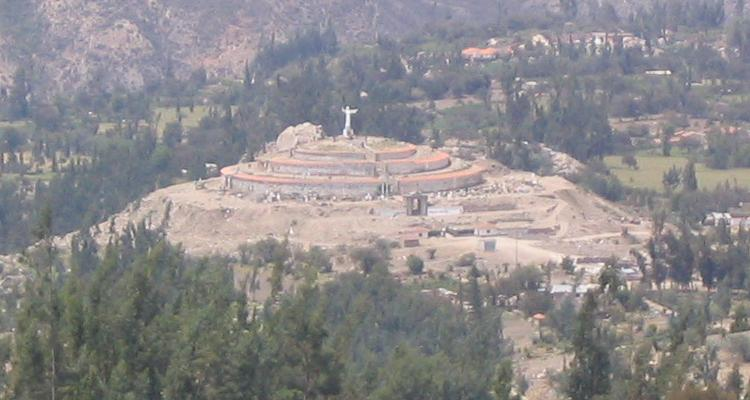
ユンガイ旧市街のキリスト像（周囲は追悼施設となっている）

ペルー政府はこの地震で埋まったユンガイの地を国有化し、掘り返すことを禁止して国立墓地と定め、旧市街から南に約2kmの場所に新しいユンガイの町を建設した。ユンガイの地は現在、ワスカラン国立公園として整備され、1985年には世界遺産に登録されている。
ペルー政府は地震から30周年を迎えた2000年に、5月31日をNatural Disaster Education and Reflection Day（天災教育と反省の日）と定めた。